# Jesus on Extasy
Jesus on Extasy (сокращенно: JoE) — электронная рок-группа из г. Эссен, Германия, образованная в 2005 году.

## История
Группа образована в 2005 году двоюродными братьями Дорианом Деверо и Чаем Деверо. После их первого выступления на одном из крупнейших фестивалей в Европе Bochum-Total Festival группа подписала контракт с Drakkar Entertainment.
В 2007 году в группу вступили также Офелия Дакс и Алисия Вейн. В марте того же года Jesus on Extasy выпускает свой первый студийный альбом Holy Beauty
В мае 2008 года Jesus on Extasy выпускают второй альбом, названный Beloved Enemy. В 2008 году группа гастролировала с немецкой группой Eisbrecher. После тура Алисия Вейн покинула группу.
В 2009 году из-за травмы группу покидает барабанщик VJ, к ним присоединяется новый барабанщик Dino. Также было объявлено, что группа работает над новым альбомом «No Gods», который должен был выйти в мае-июне 2010 года, но вышел 27 августа.
В январе 2011 года Дориан Деверо сообщил об уходе из группы. Также он сообщил о своем новом проекте FTANNG!, с которым 2 февраля 2011 под лицензией Creative Commons года был выпущен первый релиз под названием «King Of My World».
11 октября 2011 года новый состав Jesus On Extasy выпускает четвертый полноформатный альбом «The Clock» на лейбле Farscape Records/Artoffact Records. Трек «Lost in Time» становится первым синглом.

## Дискография

### Студийные альбомы
- Holy Beauty — Drakkar Entertainment, 2007
- Beloved Enemy — Drakkar Entertainment, 2008
- No Gods — Drakkar Entertainment, 2010
- The Clock — Drakkar Entertainment, 2011

### EP
- Assassinate Me — Собственная запись, 2007
- Sisters of the Light — Drakkar Entertainment, 2007

## Участники группы

### Текущие участники
- Chai — гитара, синтезатор, бэк-вокал (2005–2019)
- Dino — ударные (2009–2019)
- Manja Kaletka — вокал (2011–2019)
- Chris — бас-гитара, бэк-вокал (2011–2019)

### Прошлые участники
- Dorian Deveraux — вокал, гитара, клавишные (2005-2011)
- Ivy — бас-гитара (2005-2006)
- BJ — ударные, бас-гитара, бэк-вокал (2007-2011)
- Alicia Vayne — гитара (2007-2008)
- Ophelia Dax — синтезатор (2007)

## Интересные факты
- Группа, вероятно, получила такое название из-за песни группы Pigface — Suck.